# Matthew hurrikán (2016)
A Matthew hurrikán ötös erősségű trópusi ciklon volt 2016 októberében a Karib-térségben és Észak-Amerika keleti partvidékén. A Matthew volt az első hurrikán, ami elérte az 5-ös kategóriát az Atlanti-térségben a 2007-es Felix hurrikán után.

## Meteorológiai lefolyás

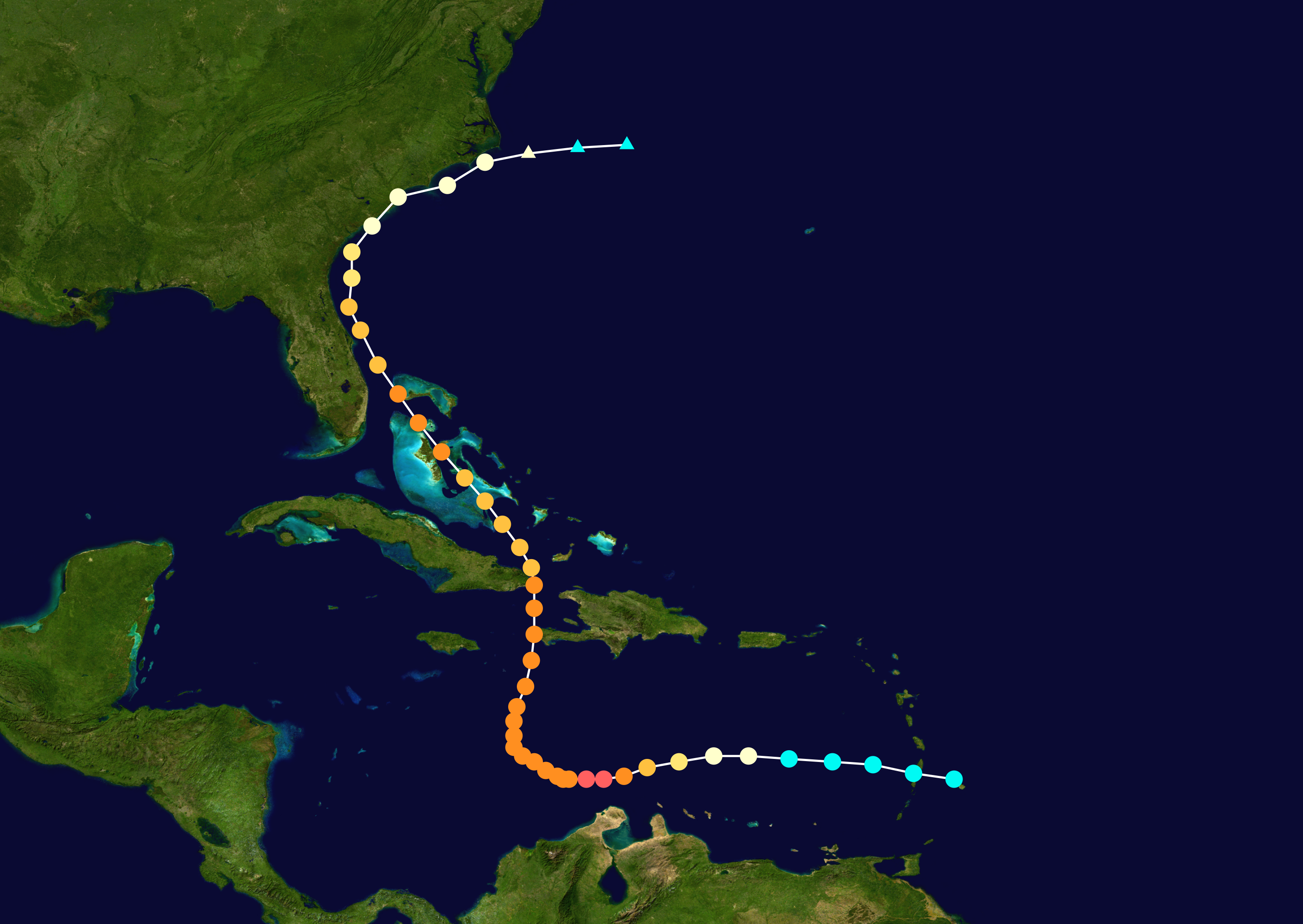
Matthew bejárt útja

A hurrikánképződést nyomon követő meteorológusok 2016. szeptember 28-án észlelték, hogy a Karib-tenger délkeleti térségében egy addig trópusi depresszióként nyilvántartott időjárási képződményben a szélsebesség elérte a trópusi vihar fokozat alsó határát jelentő 63 km/h-t. A keletkezett trópusi vihar a „Matthew” nevet kapta. A ciklon ezen a ponton 33 km/h sebességgel nyugat felé tartott. A maximális szélsebesség 95 km/h, a minimális légnyomás 1008 mb volt.
A vihar a következő két napon folytatta útját nyugat felé, és szeptember 30-án hajnalra 2-es erősségű, éjjelre 5-ös erősségű hurrikánná fejlődött. Ezen a ponton a maximális szélsebesség 260 km/h volt, a minimális légnyomás pedig 941 mb-ra süllyedt. A mag ekkorra a kolumbiai-venezuelai határ térségében 125 kilométerre megközelítette Dél-Amerika partjait.
Másnap a hurrikán 4-es erősségűre gyengült, és északi irányba fordult. A mag mozgása estére 11 km/h-ra lassult, a maximális szélsebesség 240 km/h, a minimális légnyomás 940 mb volt.

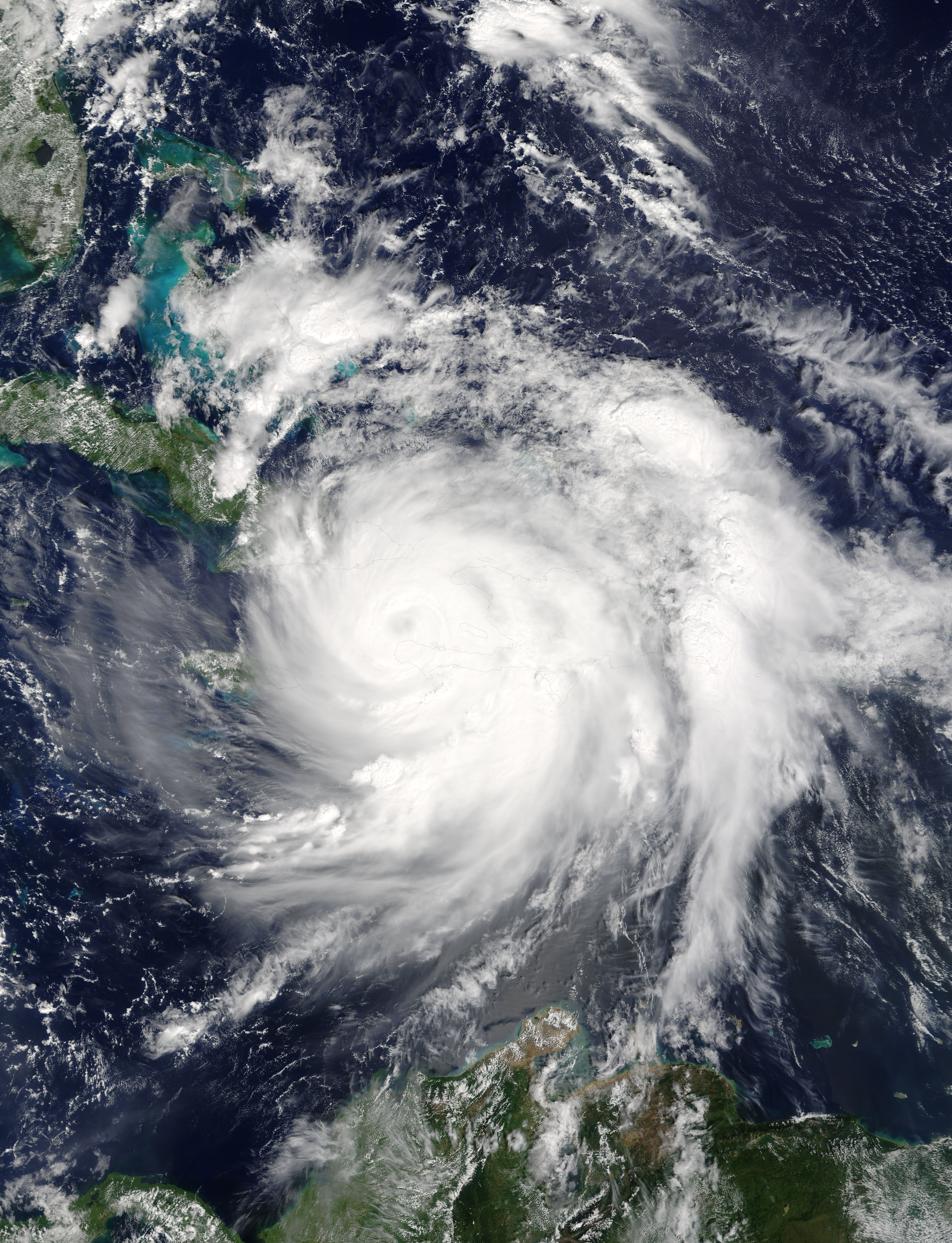
A hurrikán a Szél felőli átjáró felett

A következő napokban a hurrikán változatlan erősséggel folytatta útját észak felé, és október 4-én haladt át a 85 km szélességű Szél felőli átjárón Haiti és Kuba között. Ezen a ponton a maximális szélsebesség 230 km/h volt, a minimális légnyomás pedig 950 mb. A vihar magja körüli 95 km sugarú zónában hurrikán erősségű (120 km/h feletti sebességű) szél fújt, tehát Haiti teljes területén és Kuba keleti tartományaiban dúlt a hurrikán. A nap folyamán Haiti déli részén 380–640 mm eső esett, Kuba keleti felén pedig 200–300 mm. Kuba és Haiti déli partján a vihardagály 2-3 méterrel a dagály szokásos szintje fölött volt. A szokatlan bőségű esővíz és a vihardagály miatt nagy területeken kiléptek medrükből a folyóvizek.
Október 5-én a vihar északnyugati irányba fordult, és a következő két napon 20 km/h körüli sebességgel végighaladt a Bahama-szigetek fölött. A szélsebesség ezalatt 220 km/h volt, a minimális légnyomás 940 mb-ra süllyedt; a hurrikán 4-es erősségű maradt. A térségben 200–300 mm eső hullott, a vihardagály 3-5 méterrel a szokásos vízszint fölött alakult.
Október 7-én a hurrikán magja Cape Canaveral térségében megközelítette Florida keleti partját, majd észak-északkeleti irányban a floridai és georgiai partok közvetlen közelében haladt tovább 20 km/h sebességgel. A partmenti települések beleestek a mag körüli 95 km sugarú zónába, ahol hurrikán erősségű (120 km/h feletti sebességű) volt a szél. A minimális légnyomás 948 mb, a maximális szélsebesség 165 km/h volt a földfelszínen, de az érintett floridai területen számos toronyház is áll, amelyeknek a felső emeleteit ennél jelentősen erősebb szél is érte. A lehullott eső mennyisége 200–300 mm között volt. A vihardagály szintje 2-3 méterrel a szokásos vízszint felett volt.

## Áldozatok, károk
Haitin október 3-án és 4-én közel ötszáz ember meghalt a 230 km/h sebességű szélvihar okozta károk és a hurrikán nyomában keletkezett vihardagály és árvíz miatt. A legsúlyosabban érintett térség a déli partvidék volt. A mentést nehezítette, hogy Petit-Goâve-nál október 4-én összedőlt egy híd, járhatatlanná téve ezzel a Tiburon-félszigetet az ország többi részével összekötő egyetlen országutat. Haitin és Hispaniolában fertőzések is elkezdtek terjedni.